# Adetus lineatus
Adetus lineatus es una especie de escarabajo del género Adetus, familia Cerambycidae. Fue descrita científicamente por Martins & Galileo en 2003.
Habita en Brasil. Los machos y las hembras miden aproximadamente 7,8 mm. El período de vuelo de esta especie ocurre en el mes de agosto.